# 秦の統一戦争
秦の統一戦争（しんのとういつせんそう）は、秦が戦国七雄の他六国（韓・魏・趙・燕・斉・楚）を滅ぼし中華を統一した戦争。紀元前236年の趙を滅ぼす戦いの開始（鄴の攻略）から紀元前221年の斉の滅亡まで15年間にわたった。およそ500年続いた諸侯国の乱立が終わり、中央集権国家の秦朝による支配が確立した。

## 背景

### 策略
紀元前238年、秦王政は丞相呂不韋や長信侯嫪毐などの集団を排除して、親政を開始した。秦王政の元には李斯や尉繚等の人の協力の元で「諸侯を滅ぼして、帝となり、天下を統一する」という策略を立てた。具体的な措施として、燕や斉と籠絡し、魏と楚と穏住し、韓と趙を滅ぼす。遠交近攻である。

### 李斯と韓非
秦王政による親政が始まった年、灌漑工事の技術指導に招聘されていた韓の鄭国が、実は国の財政を疲弊させる工作を図っていたことが判明した。これに危機感を持った大臣たちが、他国の人間を政府から追放しようという「逐客令」が提案された。反対を表明した者が李斯だった。呂不韋の食客から頭角を現した楚出身の人物で、李斯は「逐客令」が発布されれば地位を失う位置にあった。しかし的確な論をもっていた。秦の発展は外国人が支え、穆公は虞の大夫であった百里奚や宋の蹇叔らを登用し、孝公は衛の公族だった商鞅から、恵文王は魏出身の張儀から、昭襄王は魏の范雎から それぞれ助力を得て国を栄えさせたと述べた。李斯は性悪説の荀子に学び、人間は環境に左右されるという思想を持っていた。秦王政は彼の主張を認めて「逐客令」を廃案とし、李斯に深い信頼を寄せた。
商鞅以来、秦は「法」を重視する政策を用いていた。秦王政もこの考えを引き継いでいたため、同じ思想を説いた『韓非子』に感嘆した。著者の韓非は韓の公子であったため、事があれば使者になると見越した秦王政は韓に攻撃を仕掛けた。果たして秦王政14年（前233年）に 使者の命を受けた韓非は謁見した。韓非はすでに故国を見限っており、自らを覇権に必要と売り込んだ。しかし、これに危機を感じた李斯と姚賈の謀略にかかり死に追いやられた。秦王政が感心した韓非の思想とは、『韓非子』「孤憤」節1の「術を知る者は見通しが利き明察であるため、他人の謀略を見通せる。法を守る者は毅然として勁直であるため、他人の悪事を正せる」という部分と、「五蠹」節10文末の「名君の国では、書（詩経・書経）ではなく法が教えである。師は先王ではなく官吏である。勇は私闘ではなく戦にある。民の行動は法と結果に基づき、有事では勇敢である。これを王資という」の部分であり、また国に巣食う蟲とは「儒・俠・賄・商・工」の5匹（五蠹）である という箇所にも共感を得た。

## 統一戦争

### 鄴の戦い：趙との戦い(1)
紀元前236年、秦は中華の統一に本腰を入れ始めた。趙の将軍の龐煖が燕に侵攻し、国内が手薄になっている隙を狙い趙へ侵攻した。総大将は王翦、副将は桓齮、末将は楊端和である。
まず、鄴の周辺の9城を落とした。そして、全軍を1軍として閼与と轑陽を落とした。18日後、王翦は兵糧の問題上、軍の10分の2の精鋭部隊を率い、鄴や安陽を落とす。。

### 平陽の戦い：趙との戦い(2)
紀元前234年、桓齮は平陽に直行した。趙は扈輒を将とし平陽へ救援に向かわせ、秦軍と戦った。秦軍は十万の趙兵を平陽の城外で斬首し、趙の将である扈輒を討ち取った。翌紀元前233年、桓齮は再び出兵し宜安・平陽・武城の3城を取り、再び趙軍を破りその将を討ち取った。この2戦で趙は10万以上の兵を失った。

### 肥下の戦い：趙との戦い(3)
紀元前233年、桓齮は秦軍を率いて東の上党に進軍し、太行山を越えて趙の深部に侵入し趙軍を破り、赤麗と宜安（現在の河北省石家荘市藁城区の西南）を占領した。李牧率いる趙軍と秦軍は宜安付近で対峙した。激しい戦いの末に、秦軍は大敗した。桓齮の率いる秦軍のうち少数は包囲から脱し、秦国へ退却した。また『戦国策』によると桓齮は討ち死にしたとある。趙は秦に占領されていた土地を取り戻した。その功により李牧は武安君に封じられた。

### 番吾の戦い：趙との戦い(4)
紀元前232年、秦王政は兵を大挙し、趙に侵攻した。軍は鄴城に到着し、その後太原に到着した。秦軍は狼孟と番吾を占領したが、李牧が秦軍を撃破した。さらに李牧は秦から韓・魏の国境まで領土を奪還した。

### 韓攻略
紀元前230年、内史騰が10万の軍を率いて黄河を南下した。韓の国都新鄭を落とし、韓王安は降伏し、韓は滅亡した。韓の旧領は秦の潁川郡となった。

### 趙攻略

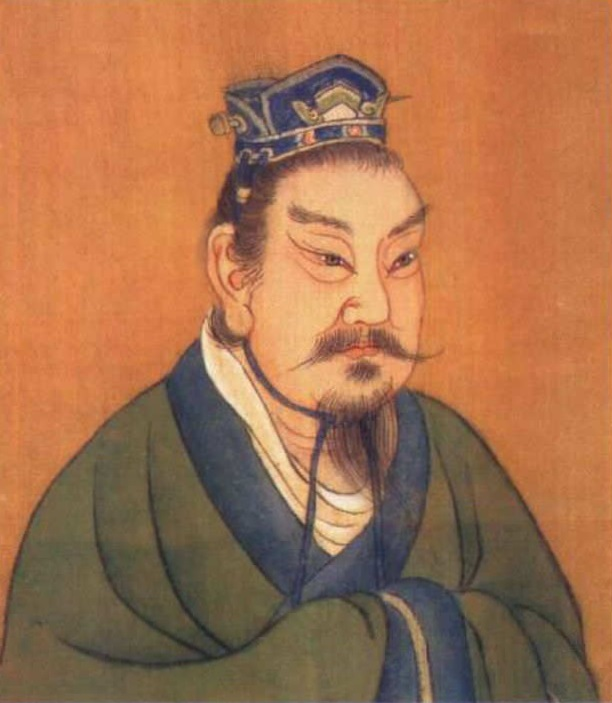
李牧。秦の侵攻を撃退したのは楚の項燕と李牧の二人のみ。

紀元前229年、斉との連合も情報が漏れ、旱魃や地震災害 につけこまれ、秦に侵攻された。秦によって買収された悼襄王お気に入りの重臣郭開の讒言により、秦軍を撃退し続けた李牧が殺された。また、司馬尚も更迭された。幽繆王は趙葱（ちょうそう）・顔聚（がんしゅう）を率いて迎え撃ったが敗れ、趙葱は戦死した。
紀元前228年、国都邯鄲が落ちた。趙・幽繆王と顔聚が捕虜となり、趙は滅亡した。逃げ延びた趙の大夫らは、代の地で趙幽繆王の兄の趙公子嘉を擁立し、代国とした。生まれた邯鄲に入った秦王政は、母の太后の実家と揉めていた者たちを生き埋めにして、秦へ戻った。

### 秦王政の暗殺未遂、燕の策略

#### 背景
燕は弱小な国であった。太子丹はかつて人質として趙の邯鄲で過ごし、同じ境遇の政と親しかった。政が秦王になると、丹は秦の人質となり12年間、咸陽に住んだ。このころ、彼に対する秦の扱いは礼に欠けたものになっていた。『燕丹子』という書によると、帰国の希望を述べた丹に秦王政は「烏の頭が白くなり、馬に角が生えたら返そう」と言った。ありえないことに丹が嘆息すると、白い頭の烏と角が生えた馬が現れた。やむなく秦王政は帰国を許したという。丹は秦に対し深い恨みを抱くようになった。
両国の間にあった趙が滅ぶと、秦は幾度となく燕を攻め、燕は武力では太刀打ちできなかった。丹は非常の手段である暗殺計画を練り、荊軻という刺客に白羽の矢を立てた。

#### 荊軻
荊軻は衛の人 であった。読書と剣術を好んで修行、日々酒を酌み交わし、若くして諸国を放浪して遊説術を学んでいた。
荊軻は、諸国の旅から衛に帰国した後に官僚を志して、衛の君主である元君に謁見し、旅で学んだ遊説術に基づいた国家議論を大いに述べたが、元君は全く聞き容れなかった。こうして荊軻は挫折しそれ以来遊侠に身を投じた。ある時に剣術論のことで智蓋聶（ち こうじょう）という者と言い争って喧嘩になりかけたが、智蓋聶が荊軻を睨むと荊軻はすぐに退散した。また邯鄲を訪れたとき、六博の規定をめぐって魯句践（ろ こうせん）という者と喧嘩になりかけたが、魯句践が凄んで荊軻に対して大声を出すと荊軻はすぐに退散した。こうして荊軻は臆病者と笑われたが、荊軻はいたずらに些細な事で命を落とす危険を冒すことはしなかった。
その後、燕に入り、一人の狗殺人と高漸離という筑（ちく、弦楽器の一種）を良く奏でる者と親しくつきあった。燕の市に行っては酒を飲み酔いしれ、高漸離の筑の伴奏で市中で歌い楽しみ、やがては泣き始めるという有様は、あたかも周りに誰も存在しないかのようであった（傍若無人）。酒飲みとつきあう状況でも荊軻は読書を好み、各地の賢人や豪傑・有徳者たちと相結び、やがて当地の実力者の田光に賓客として遇された。

#### 刺客
政に対して刺客を送ることを考えた丹は田光に相談し、田光は荊軻を推挙した。丹が帰る時に「この事はご内密に」と言ったことで、田光は荊軻に話を告げた後で「太子に疑念を持たせたのは私の不徳の為すところだ」と自ら首をはねた。
刺客の依頼を受けた荊軻は、用心深い政に謁見するための策を考えた。その策とは、一つが、燕でも最も肥沃な土地である督亢（とくごう、現在の河北省保定市涿州市・高碑店市）を差し出すこと。もう一つが、もとは秦の将軍で、政が提案した軍の少数精鋭化に対し諫めたために政の怒りに触れ一族を処刑され、燕へ逃亡してきていた樊於期（はん おき）の首を差し出すこと。
これをすれば政も喜んで荊軻に会うだろうと丹に提案するが、丹は領地割譲はともかく、自分たちを頼って逃げてきた人間を殺すことはできないと断った。彼の苦悩をおもんぱかった荊軻は直接、樊於期に会い「褒美のかかっているあなたの首を手土産に、私が秦王にうまく近づき殺すことができたならば、きっと無念も恥もそそぐことができるでしょう」と頼んだところ、樊於期は復讐のためにこれを承知して自刎し、己の首を荊軻に与えた。
丹は暗殺に使うための鋭い匕首を天下に求め、遂に古代中国の越国にいた伝説的な刀匠徐夫人の匕首を百金を出して手に入れた。この匕首に毒で焼きを入れさせ死刑囚で試し斬りを行なったところ、斬られて死なぬ者はいなかった。

#### 旅立ち
紀元前227年、丹は刺客の相棒として秦舞陽（しん ぶよう）と言う者を荊軻に付けようとした。秦舞陽は13歳で人を殺し、壮士として有名であったが、荊軻は秦舞陽のことを頼りにならぬ若造だと見抜き、遠くに住む旧友 を同行者に加えようと待機していた。しかし丹が荊軻の出発をたびたび急かし、怖気づいたのではないかと疑いはじめたため、荊軻は仕方なく秦舞陽を連れて出発することに決めた。
やがて出発の日が訪れる。丹をはじめ、事情を知る見送りの者は全て喪服とされる白装束を纏い、易水（えきすい、黄河の北を流れる）のほとりまで荊軻たちにつき従った。彼らは全て涙を流し、荊軻の親友の高漸離は筑を奏でて見送った。この時に荊軻が生還を期さない覚悟を詠んだ
「風蕭々（しょうしょう）として易水寒し。壮士ひとたび去って復（ま）た還（かえ）らず　風蕭蕭兮易水寒　壮士一去兮不復還」
という詩句は、史記の中で最も有名な場面の一つされる。
これを聴いた士たちは、だれもが感情の昂ぶりの余りに凄まじい形相となった。そして荊軻は車に乗って去り、ついに後ろを振り向くことは無かった。

#### 暗殺未遂

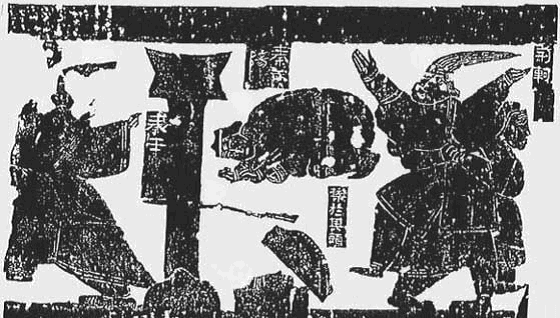
逃げる秦王政（左）と襲いかかる荊軻（右）。中央上に伏せる者は秦舞陽、下は樊於期の首。武氏祠石室。

秦王政20年（前227年）、荊軻は秦舞陽を供に連れ、督亢（とくごう）の地図と秦の裏切り者の樊於期の首を携えて秦王政への謁見に臨んだ。秦舞陽は手にした地図の箱を差し出そうとしたが、恐れおののき秦王になかなか近づけなかった。荊軻は、「供は天子の威光を前に目を向けられないのです」と言いつつ進み出て、地図と首が入る二つの箱を持ち進み出た。受け取った秦王政が巻物の地図をひもとくと、中に隠していた匕首が最後に現れ、荊軻はそれをひったくり秦王政へ襲いかかった。秦王政は身をかわし逃げ惑ったが、護身用の長剣を抜くのに手間取った。宮殿の官僚たちは武器所持を、近衛兵は許可なく殿上に登ることを秦の「法」によって厳しく禁じられ、大声を出すほかなかった。しかし、従医の夏無且が投げた薬袋が荊軻に当たり、剣を背負うよう叫ぶ臣下の言に秦王政はやっと剣を手にし、荊軻を斬り伏せた。二人のいつわりの使者は処刑された。

### 燕の壊滅
秦王政は激怒し、燕への総攻撃を仕掛けた。紀元前226年、国都薊を落とした。荊軻の血縁をすべて殺害しても怒りは静まらず、ついには町の住民全員も虐殺された。その後の戦いも秦軍は圧倒し、遼東に逃れた燕王喜は丹の首級を届けて和睦を願った。しかしその講和もつかの間のものに過ぎなかった。

### 魏攻略
紀元前225年、王翦の子の王賁が60万の兵を率いて、魏を攻めた。魏王假は国都大梁に籠城し、水攻めを受けた。魏王假は降伏し、魏は滅亡した。

### 楚攻略
紀元前225年、秦王政は、楚を征服したいと思い、対楚戦にどれだけの部隊が必要かを諮問した。李信は、「20万」で充分だと語った。一方で王翦は、「60万」が必要だと語った。政は、王翦が耄碌したものと捉え、李信の案を採用して侵攻を命じた。
李信は総兵数20万を二つの部隊に分け、李信は平輿（現在の河南省駐馬店市平輿県）で、蒙恬は寝丘（現在の安徽省阜陽市臨泉県）で楚軍に大勝した。
さらに、李信と蒙恬は、楚の首都郢（寿春、現在の安徽省淮南市寿県）周辺を攻め、再び楚軍を破る。
しかし、城父で李信と蒙恬が合流した所を、三日三晩追跡して来た項燕が指揮を執る楚軍に奇襲され、2カ所の塁壁を破られ7人の武将を失う大敗を喫した（城父の戦い）。
紀元前224年、秦の武将王翦がまたもや60万の大軍を率いて楚に進攻、王翦は堅守・不出の戦術を悟って採用し、項燕の防備に隙ができるように仕向けた後、項燕の軍を奇襲して楚軍を大破、楚王負芻は俘虜となり、項燕は淮水以南で負芻の異母兄弟である楚の公子昌平君を楚王として擁立して反抗した。
紀元前223年、王翦と蒙武は楚軍を追撃、昌平君・項燕ともども戦死し、ついに楚は滅亡し、九江郡となった。
紀元前222年、秦は大いに兵を輿して、王翦と蒙武はついに楚の江南を平定する。また、東越の王を降して、会稽郡を置いた。

### 燕と代の滅亡
紀元前222年に王賁が遼東に燕と代を滅ぼすため侵攻した。代王嘉と燕王喜は捕虜となり代と燕は滅んだ。この時点で趙の滅亡とすることもある。

### 斉攻略
前265年、襄王が死に、子の田建が即位した。母の君王后が輔政した。前249年、君王后がこの世を去り、君王后の族弟の后勝が執政した。后勝は秦から賄賂を受け取り、秦の都合のいいように主張した。田建は后勝の主張を聞き入れ五国（韓・趙・魏・燕・楚）の滅亡を傍観し、軍事を強化しなかった。
五国が滅亡すると、田建は秦が侵攻することを恐れ、将軍や軍隊は西部の辺境に集結した。前221年、秦王政は斉の攻略を王賁に命じた。秦軍は斉軍の主力が集結した西部を避け、元燕の南部から南下し臨淄へ侵攻した。斉軍は秦軍からの突然の北面からの侵攻に、不意をつかれ瓦解した。田建は降伏し、斉は滅亡した。田建は魏の旧領の500里の邑へ赴いたが、食糧を絶たれ、餓死した。斉の地に斉郡と瑯琊郡を置いた。秦は中華を統一し、統一王朝の秦朝となった。

## 統一

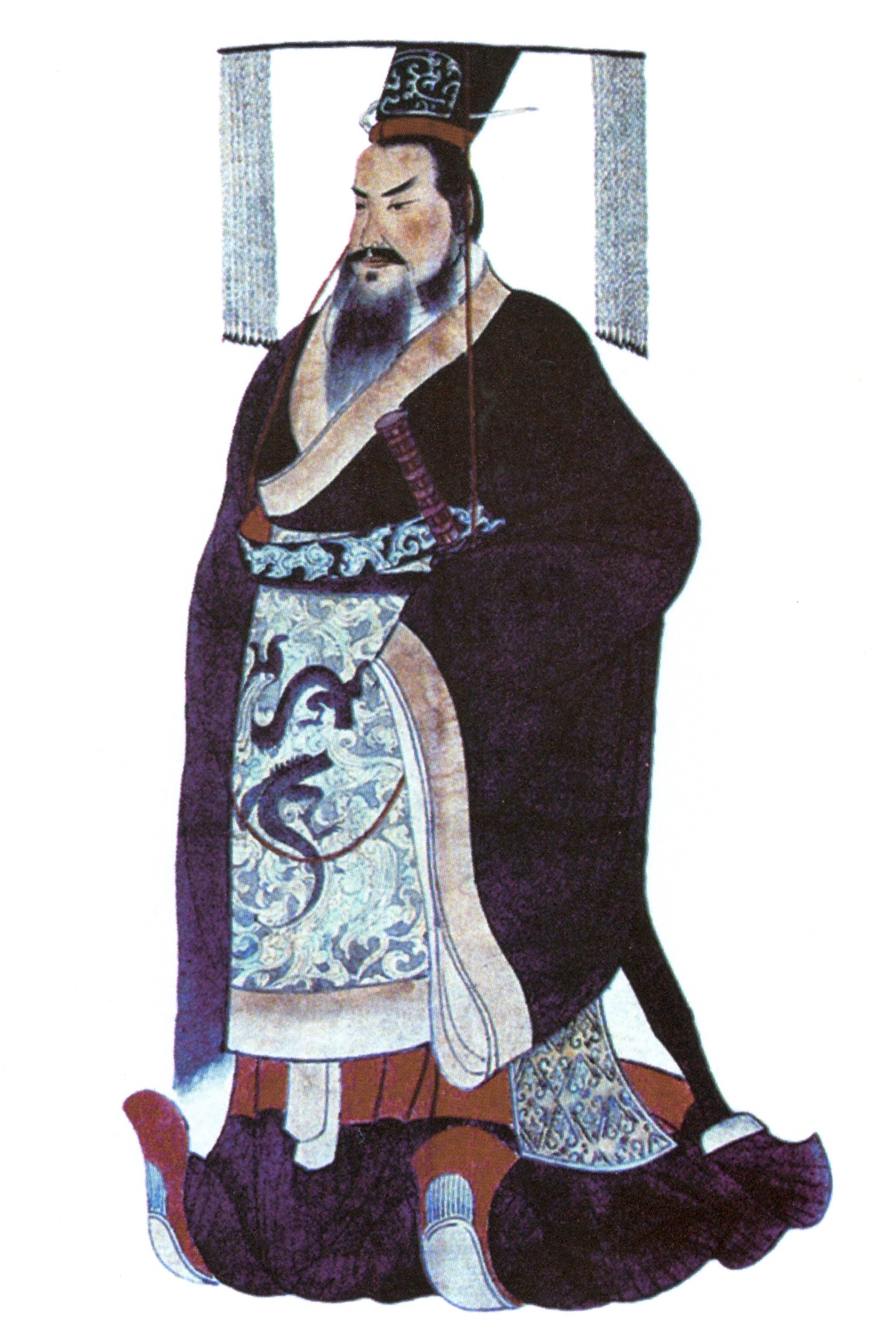
始皇帝

秦の王政は初めて「皇帝」と名乗った。統一後は、重臣の李斯らとともに主要経済活動や政治改革を実行した。従来の配下の一族等に領地を与えて領主が世襲して統治する封建制から、中央政権が任命・派遣する官僚が治める郡県制への全国的な転換（中央集権・官僚統治制度）を行い、国家単位での貨幣や計量単位の統一、道路整備・交通規則の制定などを行った。万里の長城の建設や、等身大の兵馬俑で知られる秦始皇帝陵の建設などの後世に残ることになった大事業も行った。法（法家）による統治を敷き、批判する儒者や書物の弾圧を行った焚書坑儒も知られる。

## 統一後の軍事行動

### 南方への拡大
紀元前214年に始皇帝は大軍の一部（10万人）と共に北の国境線を固め、南の部族の領域を征服するために南方に軍の大半（50万人）を送った。中国に対する秦の支配に優先する事象に先立ち、南西の四川の多くを獲得していた。秦はジャングルでの戦いに慣れておらず、南方部族のゲリラ戦で10万人を超える損失を出して敗北した。しかしこの敗北で秦は南方への運河の建設に成功し、南方への第二次攻撃で軍を送り補強するのに大いに用いられた。こうしたものの建造で秦は広州 周辺の運河地帯を征服し、福州や桂林という地域を獲得した。ハノイに至る南方まで攻撃した。南方でのこの勝利の後、始皇帝は10万を超える捕虜を移動させ、新たに征服した地域の植民地化のために移住させた。帝国の境界線の拡張期間に始皇帝は南方で非常に成功した。

### 匈奴に対する軍事行動
しかしこの時期の帝国が北方に拡大する一方で秦は長期間その土地に踏み留まれたことは滅多になかった。秦が纏めて五胡と呼んだこの地域の部族は、秦の大半の時代は中国の支配を受けなかった。秦の農民との取引が禁止され、中国東北地方のオルドス地方に住む匈奴は、秦が報復するよう促しながら代わりに侵攻することが珍しくなかった。紀元前215年の蒙恬将軍による軍事作戦後、この地域は秦に征服され、農業が始められたが、農民は不満を抱き、後に暴動を起こした。

### 引用
1. 1 2 3  吉川 (2002)、pp.54-62、第二章 駆客令‐秦国の発展‐1
2. 1 2  吉川 (2002)、pp.62-69、第二章 駆客令‐秦国の発展‐2
3. ↑  吉川 (2002)、pp.69-74、第二章 駆客令‐秦国の発展‐3
4. ↑  吉川 (2002)、pp.74-80、第二章 駆客令‐秦国の発展‐4
5. 1 2 3  吉川 (2002)、pp.81-88、第三章 統一への道‐六国併合‐1
6. ↑  吉川 (2002)、pp.287-291、秦の始皇帝年譜
7. ↑  “諸子百家 中國哲學書電子化計劃 『韓非子』《初見秦》” (漢文).   網站的設計與内容. 2011年11月20日閲覧。なお、『韓非子』におけるこの篇は後世の法家による偽作と見られている
8. ↑  “諸子百家 中國哲學書電子化計劃 『韓非子』《孤憤》1” (漢文).   網站的設計與内容. 2011年11月20日閲覧。
9. 1 2  “諸子百家 中國哲學書電子化計劃 『韓非子』《五蠹》10-13” (漢文).   網站的設計與内容. 2011年11月20日閲覧。
10. 1 2 3 4 5 6 7 8 9 10  島崎晋 2019, p. 80.
11. ↑   (中国語) 秦滅趙之戦 [Qin's conquest of Zhao] (wiki), Hudong Baike
12. ↑  島崎晋 2019, p. 88.
13. 1 2 3 4  島崎晋 2019, p. 89.
14. 1 2  島崎晋 2019, p. 11.
15. ↑  戰國策 巻二十一 趙策四
16. ↑  島崎晋 2019, p. 6.
17. ↑  《資治通鑑 巻六 秦紀一》：桓齮伐趙，敗趙將扈輒於平陽，斬首十萬，殺扈輒。 〔冬，十月，桓齮復伐趙〕桓齮伐趙，〔殺其趙將〕，取宜安、平陽、武城。〔趙王以李牧為大將軍，戰於宜安、肥下，秦師敗績，桓齮奔還。趙封李牧為武安君〕。
18. 1 2  島崎晋 2019, p. 87.
19. 1 2 3  “秦滅韓和破趙”.   中華文化信息网. 2015年9月23日時点のオリジナルよりアーカイブ。2014年1月3日閲覧。
20. 1 2  Li & Zheng 2001, p. 184.
21. ↑  Hk.chiculture.net. "HKChinese culture." 破趙逼燕. Retrieved on 2009-01-18.
22. ↑  Haw, Stephen G. (2007). Beijing a Concise History. Routledge. ISBN 978041539906-7. p 22 -23.
23. 1 2 3 4 5  吉川 (2002)、pp.88-94、第三章 統一への道‐六国併合‐2
24. 1 2 3 4 5 6 7  Sima Qian. Dawson, Raymond Stanley. Brashier, K. E. (2007). The First Emperor:Selections from the Historical Records. Oxford University Press. ISBN 0199226342, 9780199226344. pg 15 - 20, pg 82, pg 99.
25. 1 2 3  島崎晋 2019, p. 17.
26. ↑  島崎晋 2019, p. 92.
27. 1 2  陳 (1998)、pp.196-227、天下統一
28. ↑  “諸子百家 中國哲學書電子化計劃 『史書』刺客列傳 26” (漢文).   網站的設計與内容. 2011年12月20日閲覧。
29. 1 2  Ren, Changhong. Wu, Jingyu. (2000). Rise and Fall of the Qin Dynasty. Asiapac Books Pte Ltd. ISBN 9812291725, 9789812291721.
30. ↑  《史記・巻八十六・刺客列傳第二十六》荊軻者，衛人也。其先乃齊人，徙於衛，衛人謂之慶卿。而之燕，燕人謂之荊卿。
31. ↑  《史記・巻八十六・刺客列傳第二十六》荊卿好讀書擊劍，以術說衛元君，衛元君不用。其後秦伐魏，置東郡，徙衛元君之支屬於野王。
32. ↑  《史記・巻八十六・刺客列傳第二十六》荊軻嘗游過楡次，與蓋聶論劍，蓋聶怒而目之。荊軻出，人或言復召荊卿。蓋聶曰：「曩者吾與論劍有不稱者，吾目之；試往，是宜去，不敢留。」使使往之主人，荊卿則已駕而去楡次矣。使者還報，蓋聶曰：「固去也，吾曩者目攝之！」
33. ↑  《史記・巻八十六・刺客列傳第二十六》荊軻游於邯鄲，魯句踐與荊軻博，爭道，魯句踐怒而叱之，荊軻嘿而逃去，遂不復會。
34. ↑  《史記・巻八十六・刺客列傳第二十六》荊軻既至燕，愛燕之狗屠及善撃筑者高漸離。荊軻嗜酒，日與狗屠及高漸離飲於燕市，酒酣以往，高漸離撃筑，荊軻和而歌於市中，相樂也，已而相泣，旁若無人者。荊軻雖游於酒人乎，然其為人沈深好書；其所游諸侯，盡與其賢豪長者相結。其之燕，燕之處士田光先生亦善待之，知其非庸人也。
35. ↑  《史記・巻八十六・刺客列傳第二十六》居頃之，會燕太子丹質秦亡歸燕。燕太子丹者，故嘗質於趙，而秦王政生於趙，其少時與丹驩。及政立為秦王，而丹質於秦。秦王之遇燕太子丹不善，故丹怨而亡歸。歸而求為報秦王者，國小，力不能。其後秦日出兵山東以伐齊、楚、三晉，稍蠶食諸侯，且至於燕，燕君臣皆恐禍之至。太子丹患之，問其傅鞠武。武對曰：「秦地遍天下，威脅韓、魏、趙氏，北有甘泉、谷口之固，南有涇、渭之沃，擅巴、漢之饒，右隴、蜀之山，左關、殽之險，民眾而士厲，兵革有餘。意有所出，則長城之南，易水以北，未有所定也。柰何以見陵之怨，欲批其逆鱗哉！」丹曰：「然則何由？」對曰：「請入圖之。」

居有閒，秦將樊於期得罪於秦王，亡之燕，太子受而捨之。鞠武諫曰：「不可。夫以秦王之暴而積怒於燕，足為寒心，又況聞樊將軍之所在乎？是謂『委肉當餓虎之蹊』也，禍必不振矣！雖有管、晏，不能為之謀也。願太子疾遣樊將軍入匈奴以滅口。請西約三晉，南連齊、楚，北購於單于，其後乃可圖也。」太子曰：「太傅之計，曠日彌久，心惛然，恐不能須臾。且非獨於此也，夫樊將軍窮困於天下，歸身於丹，丹終不以迫於彊秦而棄所哀憐之交，置之匈奴，是固丹命卒之時也。願太傅更慮之。」鞠武曰：「夫行危欲求安，造禍而求福，計淺而怨深，連結一人之後交，不顧國家之大害，此所謂『資怨而助禍』矣。夫以鴻毛燎於爐炭之上，必無事矣。且以鵰鷙之秦，行怨暴之怒，豈足道哉！燕有田光先生，其為人智深而勇沈，可與謀。」太子曰：「願因太傅而得交於田先生，可乎？」鞠武曰：「敬諾。」出見田先生，道「太子願圖國事於先生也」。田光曰：「敬奉教。」乃造焉。

太子逢迎，卻行為導，跪而蔽席。田光坐定，左右無人，太子避席而請曰：「燕秦不兩立，願先生留意也。」田光曰：「臣聞騏驥盛壯之時，一日而馳千里；至其衰老，駑馬先之。今太子聞光盛壯之時，不知臣精已消亡矣。雖然，光不敢以圖國事，所善荊卿可使也。」太子曰：「願因先生得結交於荊卿，可乎？」田光曰：「敬諾。」即起，趨出。太子送至門，戒曰：「丹所報，先生所言者，國之大事也，願先生勿泄也！」田光俛而笑曰：「諾。」僂行見荊卿，曰：「光與子相善，燕國莫不知。今太子聞光壯盛之時，不知吾形已不逮也，幸而教之曰『燕秦不兩立，願先生留意也』。光竊不自外，言足下於太子也，願足下過太子於宮。」荊軻曰：「謹奉教。」田光曰：「吾聞之，長者為行，不使人疑之。今太子告光曰：『所言者，國之大事也，願先生勿泄』，是太子疑光也。夫為行而使人疑之，非節俠也。」欲自殺以激荊卿，曰：「願足下急過太子，言光已死，明不言也。」因遂自刎而死。
36. ↑  《史記・巻八十六・刺客列傳第二十六》荊軻遂見太子，言田光已死，致光之言。太子再拜而跪，膝行流涕，有頃而後言曰：「丹所以誡田先生毋言者，欲以成大事之謀也。今田先生以死明不言，豈丹之心哉！」荊軻坐定，太子避席頓首曰：「田先生不知丹之不肖，使得至前，敢有所道，此天之所以哀燕而不棄其孤也。今秦有貪利之心，而欲不可足也。非盡天下之地，臣海內之王者，其意不厭。今秦已虜韓王，盡納其地。又舉兵南伐楚，北臨趙；王翦將數十萬之眾距漳、鄴，而李信出太原、雲中。趙不能支秦，必入臣，入臣則禍至燕。燕小弱，數困於兵，今計舉國不足以當秦。諸侯服秦，莫敢合從。丹之私計愚，以為誠得天下之勇士使於秦，闚以重利；秦王貪，其勢必得所願矣。誠得劫秦王，使悉反諸侯侵地，若曹沬之與齊桓公，則大善矣；則不可，因而刺殺之。彼秦大將擅兵於外而內有亂，則君臣相疑，以其閒諸侯得合從，其破秦必矣。此丹之上願，而不知所委命，唯荊卿留意焉。」久之，荊軻曰：「此國之大事也，臣駑下，恐不足任使。」太子前頓首，固請毋讓，然後許諾。於是尊荊卿為上卿，舍上舍。太子日造門下，供太牢具，異物閒進，車騎美女恣荊軻所欲，以順適其意。
37. 1 2  島崎晋 2019, p. 94.
38. ↑  《史記・巻八十六・刺客列傳第二十六》久之，荊軻未有行意。秦將王翦破趙，虜趙王，盡收入其地，進兵北略地至燕南界。太子丹恐懼，乃請荊軻曰：「秦兵旦暮渡易水，則雖欲長侍足下，豈可得哉！」荊軻曰：「微太子言，臣願謁之。今行而毋信，則秦未可親也。夫樊將軍，秦王購之金千斤，邑萬家。誠得樊將軍首與燕督亢之地圖，奉獻秦王，秦王必説見臣，臣乃得有以報。」太子曰：「樊將軍窮困來歸丹，丹不忍以己之私而傷長者之意，願足下更慮之！」

荊軻知太子不忍，乃遂私見樊於期曰：「秦之遇將軍可謂深矣，父母宗族皆為戮沒。今聞購將軍首金千斤，邑萬家，將柰何？」於期仰天太息流涕曰：「於期每念之，常痛於骨髓，顧計不知所出耳！」荊軻曰：「今有一言可以解燕國之患，報將軍之仇者，何如？」於期乃前曰：「為之柰何？」荊軻曰：「願得將軍之首以獻秦王，秦王必喜而見臣，臣左手把其袖，右手揕其匈，然則將軍之仇報而燕見陵之愧除矣。將軍豈有意乎？」樊於期偏袒搤捥而進曰：「此臣之日夜切齒腐心也，乃今得聞教！」遂自剄。太子聞之，馳往，伏尸而哭，極哀。既已不可柰何，乃遂盛樊於期首函封之。
39. ↑  《史記・巻八十六・刺客列傳第二十六》於是太子豫求天下之利匕首，得趙人徐夫人匕首，取之百金，使工以藥焠之，以試人，血濡縷，人無不立死者。
40. ↑  《史記・巻八十六・刺客列傳第二十六》乃裝為遣荊卿。燕國有勇士秦舞陽，年十三，殺人，人不敢忤視。乃令秦舞陽為副。荊軻有所待，欲與俱；其人居遠未來，而為治行。頃之，未發，太子遲之，疑其改悔，乃復請曰：「日已盡矣，荊卿豈有意哉？丹請得先遣秦舞陽。」荊軻怒，叱太子曰：「何太子之遣？往而不返者，豎子也！且提一匕首入不測之彊秦，仆所以留者，待吾客與俱。今太子遲之，請辭決矣！」遂發。
41. ↑  《史記・巻八十六・刺客列傳第二十六》太子及賓客知其事者，皆白衣冠以送之。至易水之上，既祖，取道，高漸離撃筑，荊軻和而歌，為変徴之聲，士皆垂涙涕泣。又前而為歌曰：「風蕭蕭兮易水寒，壮士一去兮不復還！」
42. ↑  《史記・巻八十六・刺客列傳第二十六》復為羽聲慨，士皆瞋目，發盡上指冠。於是荊軻就車而去，終已不顧。
43. ↑  《史記・巻八十六・刺客列傳第二十六》遂至秦，持千金之資幣物，厚遺秦王寵臣中庶子蒙嘉。嘉為先言於秦王曰：「燕王誠振怖大王之威，不敢舉兵以逆軍吏，願舉國為內臣，比諸侯之列，給貢職如郡縣，而得奉守先王之宗廟。恐懼不敢自陳，謹斬樊於期之頭，及獻燕督亢之地圖，函封，燕王拜送于庭，使使以聞大王，唯大王命之。」秦王聞之，大喜，乃朝服，設九賓，見燕使者咸陽宮。
44. ↑  《史記・巻八十六・刺客列傳第二十六》荊軻奉樊於期頭函，而秦舞陽奉地圖柙，以次進。至陛，秦舞陽色變振恐，群臣怪之。荊軻顧笑舞陽，前謝曰：「北蕃蠻夷之鄙人，未嘗見天子，故振慴。願大王少假借之，使得畢使於前。」
45. ↑  《史記・巻八十六・刺客列傳第二十六》秦王謂軻曰：「取舞陽所持地圖。」軻既取圖奏之，秦王發圖，圖窮而匕首見。因左手把秦王之袖，而右手持匕首揕之。
46. ↑  《史記・巻八十六・刺客列傳第二十六》未至身，秦王驚，自引而起，袖絕。拔劍，劍長，操其室。時惶急，劍堅，故不可立拔。荊軻逐秦王，秦王環柱而走。
47. ↑  《史記・巻八十六・刺客列傳第二十六》群臣皆愕，卒起不意，盡失其度。而秦法，群臣侍殿上者不得持尺寸之兵；諸郎中執兵皆陳殿下，非有詔召不得上。方急時，不及召下兵，以故荊軻乃逐秦王。而卒惶急，無以擊軻，而以手共搏之。
48. ↑  《史記・巻八十六・刺客列傳第二十六》秦王方環柱走，卒惶急，不知所為，左右乃曰：「王負劍！」負劍，遂拔以擊荊軻，斷其左股。荊軻廢，乃引其匕首以擿秦王，不中，中桐柱。秦王復擊軻，軻被八創。軻自知事不就，倚柱而笑，箕踞以罵曰：「事所以不成者，以欲生劫之，必得約契以報太子也。」於是左右既前殺軻，秦王不怡者良久。已而論功，賞群臣及當坐者各有差，而賜夏無且黃金二百溢，曰：「無且愛我，乃以藥嚢提荊軻也。」
49. ↑  《史記・巻六・秦始皇本紀第六》二十年，燕太子丹患秦兵至國，恐，使荊軻刺秦王。
50. 1 2 3  吉川 (2002)、pp.95-101、第三章 統一への道‐六国併合‐3
51. ↑  《史記・巻三十四・燕召公世家第四》燕見秦且滅六國，秦兵臨易水，禍且至燕。太子丹陰養壯士二十人，使荊軻獻督亢地圖於秦，因襲刺秦王。
52. ↑  《史記・巻六・秦始皇本紀第六》秦王覺之，體解軻以徇，而使王翦、辛勝攻燕。燕、代發兵擊秦軍，秦軍破燕易水之西。
53. ↑  《史記・巻八十六・刺客列傳第二十六》於是秦王大怒，益發兵詣趙，詔王翦軍以伐燕。
54. ↑  《史記・巻六・秦始皇本紀第六》二十一年，王賁攻薊。乃益發卒詣王翦軍，遂破燕太子軍，取燕薊城，得太子丹之首。
55. ↑  《史記・巻八十六・刺客列傳第二十六》十月而拔薊城。
56. ↑  《史記・巻六・秦始皇本紀第六》燕王東收遼東而王之。
57. ↑  《史記・巻三十四・燕召公世家第四》二十九年，秦攻拔我薊，燕王亡，徙居遼東，斬丹以獻秦。
58. ↑  《史記・巻八十六・刺客列傳第二十六》燕王喜、太子丹等盡率其精兵東保於遼東。秦將李信追擊燕王急，代王嘉乃遺燕王喜書曰：「秦所以尤追燕急者，以太子丹故也。今王誠殺丹獻之秦王，秦王必解，而社稷幸得血食。」其後李信追丹，丹匿衍水中，燕王乃使使斬太子丹，欲獻之秦。秦復進兵攻之。
59. ↑  Li & Zheng 2001, p. 187.
60. ↑   (中国語) 秦滅魏之戦 [Qin's conquest of Wei] (wiki), Hudong Baike
61. ↑  秦滅楚 Archived 2015-09-23 at the Wayback Machine. 中華文化信息网
62. ↑  秦滅燕、趙和破斉 Archived 2015-09-23 at the Wayback Machine. 中華文化信息网
63. ↑  島崎晋 2018, p. 91.
64. ↑  Xiong (2009), s.v. "Dai"
65. ↑  馮夢竜《東周列国志》“王賁兵渡鴨緑江，圍平壌城，破之，虜燕王喜，送入咸陽，廢為庶人。”但純属小説家之言，不足為信。
66. 1 2 3  《史記・卷四十六・田敬仲完世家第十六》：君王后死，后勝相齊，多受秦間金玉，多使賓客入秦，秦又多予金，客皆為反間，勸王去從朝秦，不脩攻戰之備，不助五國攻秦，秦以故得滅五國。
67. 1 2  《戰國策・卷十三・齊策六》：君王后死，后勝相齊，多受秦間金玉，多使賓客入秦，皆為變辭，勸王朝秦，不脩攻戰之備。
68. ↑  島崎晋 2019, p. 97.
69. 1 2  島崎晋 2019, p. 102.
70. ↑  寺田隆信 1997, p. 49.
71. ↑  《史記・卷四十六・田敬仲完世家第十六》：五國已亡，秦兵卒入臨淄，民莫敢格者。王建遂降，遷於共。故齊人怨王建不蚤與諸侯合從攻秦，聽奸臣賓客以亡其國，歌之曰：「松耶柏耶？住建共者客耶？」疾建用客之不詳也。
72. ↑  《資治通鑑 秦紀卷七》：齊王建也死於流放之地。王賁自燕南攻齊，卒入臨淄，民莫敢格者。秦使人誘齊王，約封以五百里之地。齊王遂降，秦遷之共，處之松柏之間，餓而死。
73. ↑  《戰國策・卷十三・齊策六》：齊王建入朝於秦，雍門司馬前曰：「所為立王者，為社稷耶？為王立王耶？」王曰：「為社稷。」司馬曰：「為社稷主王，王何以去社稷而入秦？」齊王還車而反。即墨大夫與雍門司馬諫而聽之，則以為可可為謀，即入見齊王曰：「齊地方數千里，帶甲數百萬。夫三晉大夫，皆不便秦，而在阿、鄄之間者百數，王收而與之百萬之眾，使收三晉之故地，即臨晉之關可以入矣；鄢、郢大夫，不欲為秦，而在城南下者百數，王收而與之百萬之師，使收楚故地，即武關可以入矣。如此，則齊威可 立，秦國可亡。夫舍南面之稱制，乃西面而事秦，為大王不取也。」齊王不聽。秦使陳馳誘齊王内之，約與五百里之地。齊王不聽即墨大夫而聽陳馳，遂入秦。處之共松柏之間，餓而死。先是齊為之歌曰：「松邪！柏邪！住建共者，客耶！」
74. ↑  吉川 (2002)、pp.101-106、第三章 統一への道‐六国併合‐4
75. 1 2  Duiker, William J. Spielvogel, Jackson J. Edition: 5, illustrated. (2006). World History: Volume I: To 1800. Thomson Higher Education publishing. ISBN 0495050539, 9780495050537. pg 78.
76. ↑  柿沼2015
77. ↑  Morton 1995, p. 47
78. ↑  Lewis 2007, p. 129

### 史記
1. ↑  《史記・巻四十三・趙世家第十三》：九年，趙攻燕，取貍、陽城。兵未罷，秦攻鄴，拔之。
2. ↑  《史記・巻七十三・白起王翦列傳第十三》：始皇十一年，翦將攻趙閼與，破之，拔九城。
3. 1 2 3 4  《史記・巻六・秦始皇本紀第六》：十一年，王翦、桓齮、楊端和攻鄴，取九城。王翦攻閼與、轑陽，皆併為一軍。翦將十八日，軍歸斗食以下，什推二人從軍取鄴安陽，桓齮將。
4. 1 2 3  『史記』秦始皇本紀：「十三年，桓齮攻趙平陽，殺趙將扈輒，斬首十萬。王之河南。正月，彗星見東方。十月，桓齮攻趙。」
5. ↑  『史記』趙世家：「二年，秦攻武城，扈輒率師救之，軍敗，死焉。三年，秦攻赤麗、宜安...」
6. ↑  『史記』廉頗藺相如趙奢李牧列伝：「七年，秦破殺趙将扈輒于武遂，斬首十万。」
7. 1 2  《史記 巻六 秦始皇本紀 第六》：十四年，攻趙軍於平陽，取宜安，破之，殺其將軍。桓齮定平陽、武城。
8. 1 2 3  《史記 巻八十一 廉頗藺相如列傳》：後七年，秦破殺趙將扈輒於武遂，斬首十萬。趙乃以李牧為大將軍，撃秦軍於宜安，大破秦軍，走秦將桓齮。封李牧為武安君。
9. ↑  《史記 巻四十三 趙世家》：二年，秦攻武城，扈輒率師救之，軍敗，死焉。三年，秦攻 赤麗、宜安，李牧率師與戰肥下，卻之。封牧為武安君。
10. 1 2  史記・秦始皇本紀：「十五年，大興兵，一軍至鄴，一軍至太原，取狼孟。地動。」
11. 1 2  史記・趙世家第十三：「四年，秦攻番吾，李牧與之戰，卻之。」
12. ↑  史記・廉頗藺相如列伝第二十一
13. 1 2  史記・秦始皇本紀：「十七年，内史騰攻韓，得韓王安，盡納其地，以其地為郡，命曰潁川。地動。華陽太后卒。民大饑。」
14. 1 2  史記・韓本紀：「九年，秦虜王安，盡入其地，為潁川郡。韓遂亡。」

## 関連作品
- 史記（司馬遷）
- 史記 (横山光輝の漫画)
- キングダム (漫画)